# Малиновский (Алтайский край)
Мали́новский — посёлок в Завьяловском районе Алтайского края России. Административный центр и единственный населённый пункт Малиновского сельсовета. 
Малая родина Виталия Александровича Вольфа (17 июля 1972 — 27 марта 1993),  российского военнослужащего, Героя Российской Федерации (1993), Героя Абхазии (2013).

## География
Посёлок находится в западной части Алтайского края, в лесостепной зоне в пределах Кулундинской равнины, к югу от озера Мостовое, на расстоянии примерно 13 километров (по прямой) к северо-северо-западу (NNW) от села Завьялово, административного центра района. Абсолютная высота — 161 метр над уровнем моря.
Климат
Климат посёлка соответствует погоде, характерной для Завьяловского района: резко континентальный, в меру теплый, увлажнен слабо. Самый холодный месяц январь (–18,2, –19° С), абсолютный минимум был зафиксирован от –47 до –51° С. Зима долгая, холодная, умеренно снежная, характерны сильные ветра. Весна очень короткая, неустойчивая, засушливая. Самый теплый летний месяц — июль (средняя температура воздуха +19,2, +19,4° С), абсолютный максимум +39, +40° С. Осень короткая, в первой половине засушливая, во второй половине — полузасушливая. Заморозки наступают в середине сентября, безморозный период с середины мая. Безморозный период 111–118 дней. Максимальная глубина промерзания почвы 212-279 см. Полное оттаивание почвы происходит с конца апреля до конца мая. Годовое количество осадков — 330–400 мм .

## История
Посёлок был основан в 1926 году (по данным переписи 1926 года — в 1922 году).
В 1922 году переселенцы из Рязанской и Калужской областей обосновались на новом месте в 40 дворах. На сельском сходе было решено назвать новый поселок Малиновским, поскольку в округе было много болот, на которых находились обильные заросли малины.
Через 2 года была построена начальная школа, в 1930 году образована сельскохозяйственная артель, а затем колхоз «Приволье», который впоследствии объединили с колхозом «Заветы Ильича».
В 1926 году в Малиновском имелось 35 хозяйств и проживало 165 человек. В административном отношении посёлок входил в состав Красно-Дубровинского сельсовета Завьяловского района Каменского округа Сибирского края.
Строительство железной дороги и освоение целинных и залежных земель в 1953-1954 годах увеличило число жителей, дорога способствовала строительству элеватора «Гилевское заготзерно». В посёлке также работал ремонтный завод, обслуживающий трактора К-700.

## Население
| 1926  | 1997  | 1998  | 1999  | 2000  | 2001  | 2002  |
| ----- | ----- | ----- | ----- | ----- | ----- | ----- |
| 165   | ↗1670 | ↗1676 | ↘1670 | ↘1667 | ↘1657 | ↘1614 |
| 2003  | 2004  | 2005  | 2006  | 2007  | 2008  | 2009  |
| ↘1608 | ↗1609 | ↗1633 | ↘1615 | ↘1602 | ↘1551 | ↘1396 |
| 2010  | 2011  | 2012  | 2013  | 2014  | 2015  | 2016  |
| ↘1332 | ↗1342 | ↘1331 | ↘1304 | ↘1300 | ↘1287 | ↘1266 |
| 2017  | 2018  | 2019  | 2020  | 2021  |       |       |
| ↘1263 | ↘1231 | ↘1217 | ↘1207 | ↘1184 |       |       |

Согласно результатам переписи 2002 года, в национальной структуре населения русские составляли 93 %.

## Инфраструктура
В 90-е годы было образовано акционерное общество АООТ «Гилевский элеватор», на территории которого находятся два мельничных комплекса, маслобойный цех, комбикормовой завод, в котором есть производство по выпуску макаронных и хлебобулочных изделий. Его продукция пользуется спросом не только у жителей поселка, налажена торговля по всему району.
В посёлке работают такие организации, как Завьяловский райтопсбыт, Завьяловская сельхозтехника, Завьяловский агроснаб, Гилевский свеклопункт, Малиновская средняя школа, детский сад, сельская врачебная амбулатория (филиал КГБУЗ «Центральная районная больница с. Завьялово»), дом культуры и отделение Почты России.
На территории поселка также расположена станция Гилёвка, которая обслуживает три района: Завьяловский, Баевский и Романовский.

## Улицы
Уличная сеть посёлка состоит из 14 улиц.